# Canon (ficțiune)
În contextul unei lucrări de ficțiune, termenul canon denotă materialul acceptat ca "oficial" într-un univers ficțional al comunității de fani. Este adesea în contrast cu, sau utilizate ca bază pentru, lucrările de fan fiction, care nu sunt considerate canonice. Este folosit în două sensuri ușor diferite: în primul rând, "se referă la setul global de povestiri, premize, cadre și personaje oferite de textul sursă din mass-media".:28 În acest sens, canonul este "lucrarea originală din care autorii de fan fiction împrumută", sau "mijlocul [vizual, auditiv sau scris] original pe care se bazează lucrările fan fiction." În al doilea rând, el este folosit "ca o bază de incidente specifice, relații sau subiecte de povestiri care au loc în cadrul canonului"; anumite astfel de incidente sau relații pot fi descrise ca fiind canonice sau nu.:32 Termenul alternativ mitologie este adesea folosit, în special cu referire fie la un canon fictiv foarte detaliat care necesită un grad mare de suspendare a neîncrederii (de exemplu, o întreagă lume și istorie imaginară), fie la un subiect central al povestirii care se desfășoară într-un canon fictiv.
Utilizarea cuvântului "canon" ca referire la un set de texte provine din Canonul biblic, setul de cărți privite ca scriptură. Termenul a fost folosit pentru prima dată în contextul ficțiunii pentru a se referi la romanele și povestirile cu Sherlock Holmes, scrise de Sir Arthur Conan Doyle, pentru a le distinge acele lucrări de pastișele ulterioare ale altor autori. El a fost folosit ulterior la mai multe francize media. Printre acestea sunt francize science fiction cum ar fi Star Trek, Războiul Stelelor, Halo, "Mass Effect" și Doctor Who, în care multe povestiri au fost prezentate în diferite medii, unele dintre care în contradicție sau apar a fi în contradicție unele cu altele.

## Fanon
Fan fiction nu este aproape niciodată privit ca fiind canonic. Totuși, anumite idei ar putea influența sau ar putea deveni acceptate pe scară largă în cadrul comunităților de fani, care se referă la aceste idei ca "fanon", o combinare a termenilor fan și canon. Termenul poate fi folosit și cu referire la fan fiction în general.